# تسلسل شاين دالغارنو

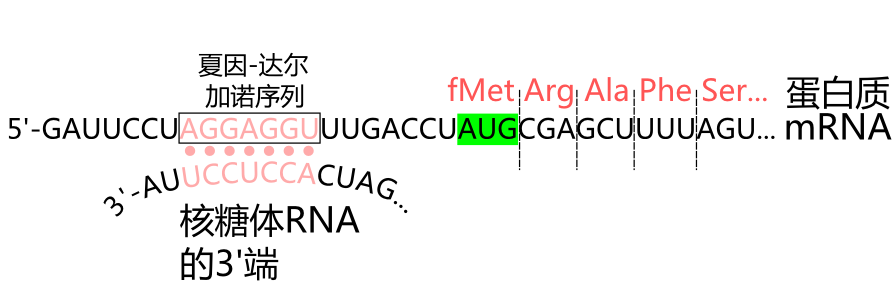

سلسلة شاين دالغارنو (بالإنجليزية: Shine-Dalgarno sequence)‏ هي موقع ارتباط الحمض النووي الريبوزي الرايبوسومي (rRNA) بالحمض النووي الريبوزي الرسول (mRNA) في الخلايا بدائية النواة، كالبكتيريا والأشريكية القولونية. وتتكون «سلسلة شاين دالغارنو» من ثماني قواعد نيتروجينية تقريبًا، وتقع قبل الجين الذي يحتوي على «الكودون البادئ» (AUG) ويعتبر «الكودون البادئ» هو الشيفرة المسؤولة عن بداية تكوين البروتين. وتعمل «سلسلة شاين دالغارنو» على تجهيز وترتيب المواقع الموجودة في الرايبوسومات على الحمض النووي الريبوزي الرسول (mRNA) عند الكودون البادئ (AUG) لكي يتمكن من البدء ببناء البروتين.
توجد "سلسلة شاين دالغارنو"  في كل من البكتيريا والأشريكية القولونية، وتتواجد أيضا في بعض أنواع البلاستيدات الخضراء والميتوكندريا، وتتكون هذه السلسلة من القواعد النيتروجينية الآتية: (AGGAGG). فعلى سبيل المثال: فإن "سلسلة شاين دالغارنو" في "إشريكية القولون" (E.coli) عبارة عن (AGGAGGU), أما في "[[عاثية الأمعاء T4]]"  فإن سلسلة شاين دالغارنو  هي (GAGG), وهي المسؤولة عن الجينات المبكرة في الـ (E.coli) [1].
لقد تم اكتشاف سلسلة شاين دالغارنو من قبل عالمين أستراليين هما: جون شاين، ولين دالغارنو ولهذا سميت السلسلة على اسمي مكتشفيها.
مراحل تكوين البروتين:
● (تكوين البروتين):
وفقًا للطريقة التي وضعها هانت (Hunt)، قام العالمان شاين ودالغارنو باقتراح أن النيوكليوتيدات 3` في (16S-RNA) في بكتيريا الإشريكية القولونية (E.coli)  وهي جزء من الوحدة الصغيرة (30S) للخلايا بدائية النواة وهي غنية بالبرميدين ومتممة لجميع أو لجزء من سلسلة شاين دالغارنو الغنية بالبيورين ولهذا فأن نهاية (mRNA) عند 5ˋ سوف ترتبط مع نهاية 3ˋ (16S-RNA) [1]. وقد أكدت العديد من الدراسات أن قاعدة الارتباط بين سلسلة الشاين دالغارنو في الـ (mRNA) وسلسلة الـ (16S rRNA) عند النهاية (3`end) هي الخطوة الرئيسية لبداية تكوين البروتين في البكتيريا[4][5]..
وبناءً على وجود العلاقة المتممة بين ال (rRNA) وسلسلة شاين دالغارنو على ال (mRNA), اقترح العالمان أن سلسلة ال (rRNA)  عند (3`end) منها، هي التي تحدد مدى قدرة رايبوسومات البكتيريا على ترجمة جينات معينة في ال (mRNA). حيث إن الارتباط هو عبارة عن عملية تلقائية، ولذلك يمكن للخلية أن تميز بين الكودون (AUG) البادئ ونفس الكودون (AUG) الموجود داخل الجين أو خارجه من خلال سلسلة شاين دالغارنو. وتؤدي قوة قاعدة الارتباط بين (rRNA) وسلسلة شاين دالغارنو  دورًا كبيرًا في تحديد معدل سرعة البدء في تكوين البروتين به، حيث كلما زادت قوة قاعدة الارتباط بدأت عملية تكوين البروتين بشكل أسرع.
علاقة الاتباط المتممة بين سلسلة شاين دالغارنو على mRNA  مع 16SrRNA
● (تكوين البروتين):
يوجد سلسلة في الخلايا حقيقية النوى تؤدي نفس الدور والوظيفة التي تقوم بها «سلسلة شاين دالغارنو» في بدائيات النوى، ولكنها تختلف عنها في التسمية، حيث تسمى السلسلة بـ (5`-methl guanosine Cap).
وفي عام 1973م، اقترح شاين ودالغارنو أن الـ (3`end) من سلسلة الـ (18S rRNA) للوحدة الصغيرة في الخلايا حقيقية النوى قد تؤدي دورا في المرحلة النهائية لتكوين البروتين، وذلك من خلال قاعدة الارتباط المتممة والمكملة للكودونات الختامية  (UAA,UAG,UGA) [7]. وجاء ذلك من خلال ملاحظة كون الـ (3`end) التي في طرف سلسلة الـ (18S rRNA) الموجودة في ذبابة الفاكهة سوداء البطن، والموجودة كذلك في خلايا الأرنب، مطابقة للكودون النهائي (GAUCAUUA-3`OH). لذا، فإن وجود تلك السلسلة أيضا في حقيقيات النوى، يؤكد أن قطعة النيوكليوتيد تلك تؤدي دورا مهما في الخلية. ولأجل ذلك، ذهبا إلى أن لهذه السلسلة دورا في المرحلة النهائية لتكوين البروتين في الخلايا حقيقية النوى، حيث إن تلك السلسلة متممة لكل من الكودونات النهائية الثلاثة (UAA,UAG,UGA) المسؤولة عن انتهاء تكوين البروتين.
وفي عام 1974 , قام الباحثان بتطبيق الفكرة نفسها لمعرفة العلاقة بين الـ (3`end) الخاصة بـ (16S rRNA) والكودونات النهائية في الـ (E.coli)، وتوصلا إلى أن قواعد الارتباط المتممة هي العلاقة الأساسية في ارتباط طرف الـ 3` من (UUA-OH) في الـ (16S rRNA) بالكودونات النهائية في الـ (E.coli). أما في F1 phage، وهو نوع من الفيروسات التي تصيب البكتيريا، فنجد أن سلسلة الترميز تحتوي على الكودونات الثلاثة النهائية معا، ولكن يتم الارتباط  بالكودون الأول فقط الموجود في السلسلة ليتم إنهاء تكوين البروتين، دون استخدام الكودونين الأخريْن. وتعليقا على ذلك، لوحظ أن قاعدة الارتباط المتممة مع طرف الـ3` من الـ (16S rRNA) قد تؤثر في تكوين الروابطة الببتيدية بعد الانتهاء من مرحلة البدء.
علاقة «سلسلة شاين دالغارنو» وتحويل الجين إلى بروتين:
عندما تحدث طفرة في سلسلة شاين دالغارنو، وتعني وجود خلل في ترتيب القواعد النيتروجينية وارتباطها المتمم بعضها لبعض، فإن ذلك يؤدي إلى زيادة أو نقصان في مرحلة الترجمة في الخلايا بدائية النواة، بسب نقصان أو زيادة فعالية منطقة الارتباط الرايبوسومي في (mRNA), ولكن ذلك لا يوقف عملية بناء البروتين بشكل كامل، بل يؤثر فقط على فعالية ارتباط الرايبوسومات وقوتها، فإذا لم يحدث الارتباط فيمكن أن يؤدي هذا إلى حدوث خلل ما، ولا تتم عملية الارتباط وتكوين البروتين في الأماكن السليمة والمتممة من ال (16S rRNA).